# Carovigno
Carovigno je město v jižní Itálii. Nachází se v regionu Apulie (Puglia), provincie Brindisi. Tato oblast je známá produkcí vysoce kvalitního olivového oleje. V roce 2007 čítala tamní populace 15 733 obyvatel.

## Partnerská města
- Korfu, Řecko[1]
- Hradec Králové, Česko - spolupracující